# Critics' Choice Television Award de la meilleure mini-série ou du meilleur téléfilm
Le Critics' Choice Television Award de la meilleure mini-série ou du meilleur téléfilm (Critics' Choice Television Award for Best Movie/Miniseries) est l'une des récompenses décernées aux professionnels de l'industrie du cinéma par le jury de la Broadcast Television Journalists Association depuis 2012.

## Palmarès

### Années 2010
- 2012 : Sherlock
  - American Horror Story
  - Game Change
  - The Hour
  - Luther
  - Page Eight

- 2013 : Ma vie avec Liberace (Behind the Candelabra)
  - American Horror Story: Asylum
  - The Crimson Petal and the White
  - The Hour
  - Political Animals
  - Top of the Lake

- 2014 :
  - Meilleure mini-série : Fargo
    - American Horror Story: Coven
    - Bonnie and Clyde: Dead and Alive
    - Dancing on the Edge
    - The Hollow Crown
    - Luther

  - Meilleur téléfilm : The Normal Heart
    - An Adventure in Space and Time
    - Burton and Taylor
    - Killing Kennedy
    - Sherlock: His Last Vow
    - The Trip to Bountiful

- 2015 :
  - Meilleure série limitée : Olive Kitteridge
    - 24: Live Another Day
    - American Crime
    - The Book of Negroes
    - The Honourable Woman
    - Wolf Hall

  - Meilleur téléfilm : Bessie
    - Killing Jesus
    - Nightingale
    - A Poet in New York
    - Stockholm, Pennsylvania

- 2016 : Fargo
  - Childhood's End : Les Enfants d'Icare (Childhood's End)
  - Luther
  - Saints & Strangers
  - Show Me a Hero
  - The Wiz Live!

- 2016 : American Crime Story : The People vs. O.J. Simpson (The People v. O. J. Simpson: American Crime Story)
  - All the Way
  - Confirmation
  - Killing Reagan
  - The Night Manager
  - Racines (Roots)

- 2018 :
  - Meilleure série limitée : Big Little Lies
    - American Vandal
    - Fargo
    - Feud (Feud: Bette and Joan)
    - Godless
    - The Long Road Home

  - Meilleur téléfilm : The Wizard of Lies
    - Flint
    - I Am Elizabeth Smart
    - La Vie immortelle d'Henrietta Lacks (The Immortal Life of Henrietta Lack)
    - Sherlock : Le Détective affabulant (Sherlock: The Lying Detective)

- 2019 : The Assassination of Gianni Versace: American Crime Story (FX)
  - American Vandal (Netflix)
  - Escape at Dannemora (Showtime)
  - Genius: Picasso (NatGeo)
  - Sharp Objects (HBO)
  - A Very English Scandal (Amazon)

### Années 2020
- 2020 :
  - Meilleure série limitée : When They See Us (Netflix)
  - Catch-22 (Hulu)
  - Chernobyl (HBO)
  - Fosse/Verdon (FX)
  - The Loudest Voice (Showtime)
  - Unbelievable (Netflix)
  - Years and Years (HBO)
  - Meilleur téléfilm : El Camino : Un film Breaking Bad
  - Brexit (HBO)
  - Deadwood: The Movie (HBO)
  - Guava Island (Amazon)
  - Native Son (HBO)
  - Patsy & Loretta (Lifetime)

- 2021 :
  - Meilleure série limitée : Le Jeu de la dame (The Queen's Gambit) (Netflix)
    - I May Destroy You (HBO)
    - Mrs. America (FX)
    - Normal People (Hulu)
    - The Plot Against America (HBO)
    - Small Axe (Amazon)
    - The Undoing (HBO)
    - Unorthodox (Netflix)

  - Meilleur téléfilm : Hamilton (Disney +)
    - Bad Education (HBO)
    - Between the World and Me (HBO)
    - The Clark Sisters: First Ladies of Gospel (Lifetime)
    - Sylvie's Love (Amazon)
    - What the Constitution Means to Me (Amazon)

- 2022 :
  - Meilleure série limitée : Mare of Easttown
  - Dopesick
  - Dr. Death
  - It's a Sin
  - Maid
  - Sermons de minuit
  - The Underground Railroad
  - WandaVision
  - Meilleur téléfilm : Oslo
  - Come from Away
  - List of a Lifetime
  - Itinéraire des petites choses
  - Robin Roberts Presents: Mahalia
  - Zoey et son incroyable playlist

- 2023 : 
  - Meilleure série limitée :  The Dropout
  - Gaslit
  - The Girl from Plainville
  - The Offer
  - Pam and Tommy
  - Station Eleven
  - This Is Going to Hurt
  - Sur ordre de Dieu
  - Meilleur téléfilm : Weird: The Al Yankovic Story
  - Fresh
  - Prey
  - Ray Donovan: The Movie
  - Le Survivant
  - Three Months

- 2024 :
  - Meilleure série limitée : Acharnés (Beef) 
  - Daisy Jones and The Six
  - Fargo
  - Fellow Travelers
  - Lessons in Chemistry
  - Love and Death
  - Un meurtre au bout du monde (A Murder at the End of the World)
  - Une lueur d'espoir (A Small Light)
  - Meilleur téléfilm : Quiz Lady
  - The Caine Mutiny Court-Martial
  - Finestkind
  - Monk, le retour (Mr. Monk's Last Case: A Monk Movie)
  - Traquée (No One Will Save You)
  - Reality

- 2025 : 
  - Meilleure série limitée : Mon petit renne (Baby Reindeer)
  - Disclaimer
  - Masters of the Air
  - Mr Bates vs The Post Office
  - The Penguin
  - Ripley
  - True Detective: Night Country
  - We Were The Lucky Ones
  - Meilleur téléfilm : Rebel Ridge
  - The Great Lillian Hall
  - Jeu intérieur (It's What's Inside)
  - Música
  - Le Silence de Mélodie (Out of My Mind)
  - V/H/S/Beyond

## Statistiques

### Récompenses multiples
2 : Fargo

### Nominations multiples
3 : American Horror Story, Fargo, Luther, Sherlock
2 : The Hour